# Clarisas Franciscanas Misioneras del Santísimo Sacramento
Las Clarisas Franciscanas Misioneras del Santísimo Sacramento son una congregación religiosa femenina católica de derecho pontificio fundada en Bertinoro (Bolonia, Italia) el año 1895 por la madre Serafina Farolfi, para vivir el carisma franciscano en la vida contemplativa y en la educación de la infancia y juventud más necesitada.
Profesa la Regla de Santa Clara pero tiene Constituciones propias. Recibió la aprobación definitiva el 12 de agosto de 1915; antes, el 28 de abril de 1904 fue agregada a la Orden de Hermanos Menores.

## Historia
La madre Serafina, nacida en Tosignano (Bolonia) en 1853 e ingresó a los 20 años y con el título de maestra en las Terciarias Franciscanas de Forlí, donde tenían un colegio, del que fue directora desde el noviciado.
Su ideal era unir la contemplación con la acción, la espiritualidad de San Francisco de Asís con la tarea educativa impartida en el colegio. En julio de 1893, las autoridades de Forlí cerraron el colegio ante la decadencia y falta de funcionalidad del local. La madre Serafina y otras hermanas se trasladaron con las alumnas a la antigua Abadía de los Camaldulenses situada en la vecina Bertinoro, para salvar el colegio y su ideal de educadora.
La acción de la madre Serafina, ya en Forlí y más en el nuevo colegio, fue muy discutida: tenía defensores y detractores tanto entre las religiosas como entre las autoridades eclesiásticas. En Bertinoro fue desarrollando el proyecto de un nuevo instituto que respondiera mejor a sus ideales y a las necesidades de la educación.
Superadas grandes dificultades e incomprensiones internas y externas, pero siempre con el apoyo de la Santa Sede, el nuevo Instituto Religioso fue aprobado por la autoridad diocesana el 1 de mayo de 1898, día en que la madre Serafina, fundadora, y las hermanas que la habían acompañado desde Forlí renovaron los votos, profesando la Regla de Santa Clara de Asís.
Pronto la congregación se consolidó y empezaron a multiplicarse las casas, que la fundadora llamaba «nidos» y con más frecuencia «sagrarios» porque lo primero que cuidaba en todas ellas era la capilla del Santísimo Sacramento. En vida suya la fundadora (murió el 18 de julio de 1917) abrió 35 comunidades en Italia.
La tarea misionera empezó con la primera casa abierta en la India en 1901 y en Brasil en 1907. La congregación ha seguido extendiéndose por Italia, India, Brasil, Bolivia, Argentina, Guinea Bissau, España, Rumanía y Perú. Según las necesidades de su entorno trabajan en escuelas de enseñanza primaria, hospitales y centros de salud, así como en la promoción y evangelización de los pobres, de las mujeres y de los niños, en particular los huérfanos y abandonados.